# Улица Маршала Неделина
У́лица Ма́ршала Неде́лина — улица в Москве на территории Можайского района Западного административного округа.

## Расположение
Улица начинается от небольшой площади рядом с платформой Сетунь (в противоположном направлении от этой площади — на запад — идёт Барвихинская улица), чуть западнее Эстакады Кубинка—Боженко — путепровода через Смоленское направление МЖД и Усовскую ветку, затем проходит под эстакадой и идёт в направлении с запада на восток параллельно ж/д путям Смоленского направления Московской железной дороги, которые располагаются слева. Справа примыкают улицы Кубинка и Гришина. Улица заканчивается на перекрёстке с Гвардейской улицей, где её продолжением становится Улица Красных Зорь.
Эстакада Кубинка-Боженко вместе с улицами Боженко и Кубинка войдут в состав 4 (южного) участка Северо-Западной хорды — крупной магистрали, которая соединит четыре административных округа Москвы (ЗАО, СЗАО, САО и СВАО), что несомненно улучшит транспортную доступность и улицы Маршала Неделина.

## История
В городе Кунцево параллельно ж/д путям Смоленского направления Московской железной дороги от станции Кунцево отходила Лесная улица (позднее Улица Красных Зорь). Улица Маршала Неделина, спрямляющая повороты улицы Красных Зорь, была проложена позднее. Изначально она начиналась у станции Сетунь от пересечения улиц Барвихинская и Толбухина, где находился конечный пункт автобусов маршрутов № 45, 180 с площадью под парковку автобусов. Позднее[когда?] конечный пункт был перенесен на Барвихинскую улицу, этот участок был переделан в небольшую площадь, на краю которой был выстроен жилой дом и сквозное движение было закрыто, хотя нумерация домов сохранилась. В настоящее время[когда?] сквозное движение по улице восстановлено.

## Происхождение названия
Современное название улица получила уже в составе Москвы 25 декабря 1961 года в честь М. И. Неделина (1902—1960), Главного маршала артиллерии, Героя Советского Союза, погибшего в 1960 году при взрыве ракеты на испытаниях на Байконуре. (см. Катастрофа Неделина)

## Здания и сооружения
Всего: 36 домов.

| - 2 - 4 - 6 - 6с2 - 7 - 8 | - 10/24 - 11 - 12 - 14 - 14 к. 2 - 15 | - 16 - 16 к. 1 - 16 к. 2 - 16 к. 3 - 18 - 19 | - 20 - 22 - 23 - 24 - 25 - 28. В этом доме с 1964 по 1991 жил гитарист МИСТЕР ТВИСТЕР Вадим Дорохов | - 30 к. 1 - 30 к. 2 - 30 к. 3 - 30 к. 4 - 30 к. 4а - 32 к. 1 | - 32 к. 2 - 34 к. 1 - 34 к. 2 - 34 к. 3 - 36 - 40 |

По нечётной стороне:
- № 7 -
- № 15 — химчистка, прачечная
- № 19 — Кунцевский рынок
- № 25 — ГСК «Маяк»

По чётной стороне:
- № 2 — жилой дом и поликлиника № 168
- № 6 — панельная девятиэтажка
- № 8, 10/24, 12, 14, 14 к. 2 — кирпичные пятиэтажки
- № 16 к. 1 — пансион семейного воспитания[7]
- № 16 к. 2, 16 к. 3, 18, 20, 22, 24 — кирпичные пятиэтажки
- № 28, 30 к. 1, 30 к. 2 — сталинские пятиэтажки
- № 30 к. 3, 30 к. 4 — кирпичные пятиэтажки
- № 32 к. 1, 32 к. 2 — кирпичные девятиэтажки
- № 34 к.1 — кирпичная восьмиэтажка
- № 34 к. 2, 34 к. 3 — кирпичные пятиэтажки
- № 36 — частная школа
- № 40 — сталинская пятиэтажка, служба криминальной милиции Западного Округа, бывший Кунцевский райком. В доме жил учёный и конструктор систем ПВО В. П. Ефремов[8].

## Транспорт

### Железнодорожный транспорт
- Платформа «Сетунь» Смоленского направления Московской железной дороги (в начале улицы)
- Платформа «Рабочий Посёлок» Смоленского направления Московской железной дороги (в середине улицы)

### Наземный транспорт
По улице ходят автобусы:
- № 104 (Метро «Филёвский парк» — Платформа «Рабочий Посёлок») (кольцевой, только к платформе «Рабочий Посёлок»)
- № 178 (66-й квартал Кунцева — Фили)
- № 205 (Яблоневый сад — Метро «Кунцевская»)
- No 554 (Улица Федосьино — Крылатское)
- № 609 (Беловежская улица — Станция «Кунцево») (кольцевой, только к ст."Кунцево")
- № 779 (Улица Федосьино — Платформа «Рабочий Посёлок») (кольцевой, только к платформе «Рабочий Посёлок»)